# Foncuberta (Orense)
Foncuberta (llamada oficialmente Santa María de Foncuberta) es una parroquia y un lugar del municipio español de Maceda, en la provincia de Orense, Galicia.

## Organización territorial
La parroquia está formada por dos entidades de población:
- Foncuberta
- Vixueses

## Demografía

### Parroquia
| Gráfica de evolución demográfica de Foncuberta (parroquia) entre 2000 y 2022 |
|                                                                              |
| Datos según el nomenclátor publicado por el INE.                             |

### Lugar
| Gráfica de evolución demográfica de Foncuberta (lugar) entre 2000 y 2022 |
|                                                                          |
| Datos según el nomenclátor publicado por el INE.                         |